# Lanvollon (doyenné)
Le doyenné de Lanvollon, relevant de l'évêché de Dol, comprenait les paroisses suivantes enclavées dans l'évêché de Saint-Brieuc :
- Bréhat ;
- Kérity ;
- Lanloup, ainsi que sa trève Lanleff ;
- Lanvollon ;
- Perros-Hamon, ainsi que ses trèves Lannévez et Lanvignec ;
- Saint-Quay.